# كتة باشت (بابويي)
كتة باشت (بالفارسية: کته باشت) هي قرية تقع في إيران في قسم بابويي الريفي. يقدر عدد سكانها بـ 351 نسمة بحسب إحصاء 2016.